# Ель Мехді Маухуб
Ель Мехді Маухуб (араб. المهدي موهوب, нар. 5 червня 2003, Касабланка) — марокканський футболіст, нападник клубу «Раджа» (Касабланка).
Виступав за молодіжну збірну Марокко.

## Клубна кар'єра
Народився 5 червня 2003 року в Касабланці. Вихованець футбольної школи клубу ФЮС (Рабат). Дорослу футбольну кар'єру розпочав 2020 року в основній команді того ж клубу, в якій провів два сезони, взявши участь у 34 матчах чемпіонату. 
Протягом 2022–2023 років на правах оренди грав за «Женес Суалем».
2023 року перейшов до «Раджі» (Касабланка).

## Виступи за збірні
2019 року дебютував у складі юнацької збірної Марокко (U-17), загалом на юнацькому рівні взяв участь у 1 іграх.
2021 року залучався до складу молодіжної збірної Марокко. На молодіжному рівні зіграв у 3 офіційних матчах.
2024 року включений до заявки олімпійської збірної Марокко для участі у футбольному турнірі на тогорічних Олімпійських іграх у Парижі.

## Статистика виступів

### Статистика клубних виступів
Станом на 24 липня 2024
| Сезон             | Команда              | Чемпіонат         | Чемпіонат | Чемпіонат | Національний кубок | Національний кубок | Національний кубок | Континентальні кубки | Континентальні кубки | Континентальні кубки | Інші змагання | Інші змагання | Інші змагання | Усього | Усього | Усього |
| Сезон             | Команда              | Ліга              | Ігор      | Голів     | Ліга               | Ігор               | Голів              | Ліга                 | Ігор                 | Голів                | Ліга          | Ігор          | Голів         | Ігор   | Голів  |        |
| ----------------- | -------------------- | ----------------- | --------- | --------- | ------------------ | ------------------ | ------------------ | -------------------- | -------------------- | -------------------- | ------------- | ------------- | ------------- | ------ | ------ | ------ |
| 2020–21           | ФЮС (Рабат)          | Б1                | 6         | 2         | КМ                 | 0                  | 0                  |                      | -                    | -                    |               | -             | -             | 6      | 2      |        |
| 2021–22           | ФЮС (Рабат)          | Б1                | 20        | 1         | КМ                 | 3                  | 1                  |                      | -                    | -                    |               | -             | -             | 23     | 2      |        |
| 2022-січ. 2023    | ФЮС (Рабат)          | Б1                | 1         | 0         | КМ                 | 0                  | 0                  |                      | -                    | -                    |               | -             | -             | 1      | 0      |        |
| січ.-черв. 2023   | «Женес Суалем»       | Б1                | 12        | 7         | КМ                 | 0                  | 0                  |                      | -                    | -                    |               | -             | -             | 12     | 7      |        |
| 2023–24           | «Раджа» (Касабланка) | Б1                | 19        | 8         | КМ                 | 5                  | 1                  |                      | -                    | -                    |               | -             | -             | 24     | 9      |        |
| Усього за кар'єру | Усього за кар'єру    | Усього за кар'єру | 65        | 18        |                    | 8                  | 2                  |                      | -                    | -                    |               | -             | -             | 73     | 20     |        |

## Титули і досягнення
- Чемпіон Марокко (1):

«Раджа» (Касабланка): [2023-2024
- Володар Кубка Марокко (1):

«Раджа» (Касабланка): 2023-2024